# Metropolia Santo Domingo
Metropolia Santo Domingo – metropolia rzymskokatolicka w Dominikanie utworzona 12 lutego 1546 przez papieża Pawła III.

## Diecezje wchodzące w skład metropolii
- Archidiecezja Santo Domingo
  - Diecezja Baní
  - Diecezja Barahona
  - Diecezja Nuestra Señora de la Altagracia en Higüey
  - Diecezja San Juan de la Maguana
  - Diecezja San Pedro de Macorís

## Biskupi
- Metropolita: abp Francisco Ozoria Acosta (od 2016) (Santo Domingo)
- Sufragan: bp Victor Emilio Masalles Pere (od 2017) (Bani)
- Sufragan: bp Andrés Napoleón Romero Cárdenas (od 2015) (Barahona)
- Sufragan: bp Jesús Castro Marte (od 2020) (Higüey)
- Sufragan: bp Tomás Alejo Concepción (od 2021) (San Juan de la Maguana)
- Sufragan: bp Santiago Rodríguez Rodríguez (od 2017) (San Pedro de Macorís)

## Główne świątynie
- Katedra Najświętszej Maryi Panny od Wcielenia w Santo Domingo
- Katedra Najświętszej Marii Panny Królowej w Baní
- Katedra Matki Boskiej Różańcowej w Barahona
- Bazylika katedralna Matki Boskiej z Altagracia w Higüey
- Katedra św. Jana Chrzciciela w San Juan de la Maguana
- Katedra św. Piotra Apostoła w San Pedro de Macorís